# マズート
マズートは、火力発電所の蒸気用ボイラーや似たような用途で使用される、重くて低品質の燃料油である。米国と西ヨーロッパでは、マズートはブレンドあるいは分解され、最終製品はディーゼル油（軽油）である。
マズートをより一般的（高価値）な石油製品に分解・加工するための高度な石油精製施設を持たない旧ソ連や極東の国々（北朝鮮など）では、そのまま住宅の暖房に使用していることもある。西洋では、マズートを燃やす炉は一般に「廃油（waste oil）ヒーター」または「廃油炉」と呼ばれている。
Mazut-100は、GOST規格（GOST 10585-75（旧規格）またはGOST 10585-2013（2019年12月より現行）など）に従って製造された燃料油である。マズートは、ロシア連邦、カザフスタン、アゼルバイジャン、トルクメニスタンでほぼ独占的に製造されている 。燃焼熱が高いため、通常、蒸気を生成する大型ボイラーに使用される。
この燃料を等級分けする際の最も重要な要素は硫黄含有量であり、これは主に原料（原油）の硫黄含有量に影響を受ける。出荷および輸送にあたっては、この製品は黒油（dirty oil）と見なされる。粘度はポンプで汲み上げることができるかどうかに大きく影響するため、出荷には固有の要件がある。マズートはC重油によく似ており、原油からガソリンと軽油を蒸留した後に残る製品の一部である。

## さまざまな種類のMazut-100
各種のMazut-100の主な違いは、硫黄の含有量である。グレードはこれらの硫黄濃度で決まる。
- 「超低硫黄」は、硫黄含有量が0.5％のマズート
- 「低硫黄」は硫黄含有量が0.5〜1.0％のマズート
- 「通常の硫黄」は、硫黄含有量が1.0〜2.0％のマズート
- 「高硫黄」は硫黄含有量が2.0〜3.5％のマズート

超低硫黄のマズートは、普通は硫黄分の少ない原油（スイート原油）から作られているが、次の理由により、輸出量が非常に限られている。
- ロシアの生産者数が少ない。これを生産する製油所は、通常、ルクオイルやロスネフチなどの国内最大の石油会社が所有している。
- ロシアとCISでは、総生産量の50％以上が、ロシアとCISの国内消費者に販売されている。
- 残りの大部分は、（油田の開発に出資した）海外の石油会社への割当量になっている。
- 輸出可能な残りの量は、ロシア国内企業のみがアクセスできる国のオークションを通じて、国の割当量に従って販売される。

低硫黄から高硫黄のマズートは、ロシアおよびその他のCIS諸国（カザフスタン、アゼルバイジャン、トルクメニスタン）から入手できる。技術仕様は、ロシアのGOST規格10585-99に従っている。ロシア産のマズートはより高い価格になる。